# 베트남계 체코인
베트남계 체코인(체코어: Vietnamská menšina v Česku)은 베트남에 기원을 둔 체코인들을 지칭하는 말이다.